# Etwas Unders
Etwas Unders – ukraińska alternatywna grupa muzyczna z Kijowa. Grupę utworzyli członkowie innych alternatywnych grup. W skład grupy wchodzą: Dana Duszenko (wokal), Ołeksij Szyszkin („Alice”) (gitara-basowa), Jewhen Tiutiunnyk („tearaway_Tea”) (gitara), Ołena Abramowa („Scady”) (instrumenty perkusyjne) i Wadym Szewczenko („Lars”) (instrumenty klawiszowe). Muzyka grupy to połączenie nu metalu, post-grandżu i emo.

## Historia Grupy
Grupa, jaka w przyszłości będzie nazywała się Etwas Unders zebrała się w maju – czerwcu 2004 roku. Pierwszymi członkami grupy było troje muzyków z zespołów diametralnie różnych pod względem gatunkowym: gitarzysta – tearaway_Tea z grupy M.O.S.T grającej alternatywny punk rock, gitarzysta basowy Alice i perkusista Amadeus z grupy Hefsymanśkyj Sad grającej metal progresywny.
Założono, że grupa będzie grała muzykę łączącą w sobie nu metal i post grandż. Wokal miał obowiązkowo być kobiecy. O ile sytuacja z muzykami była jasna to w ciągu lata grupa rozpoczęła aktywne poszukiwania dziewczyny nadającej się do roli wokalistki.
Na początku września Alice przyjął do grupy Tanię, która spełniała wszystkie wymogi: umiała śpiewać, a co ważniejsze graulować, była też ładna i miała ogoloną głowę. W tym samym czasie podstawowy skład grupy zmienił się. Po jednej próbie opuścił ją perkusista Amadeus. Myślano nad urozmaiceniem składu. Do grupy weszła jeszcze jedna dziewczyna, bardzo oryginalna i ekstrawagancka perkusistka Scady. W tym czasie grała ona też w grupie „Ы” (Y) grającej new-school-hardcore. Choć nie miała ona wielkiego doświadczenia w grze na instrumentach (uczyła się około pół roku) pokazała jednak, że jest wytrwała i ma duże chęci. W rezultacie wszyscy byli więcej niż zadowoleni.
Mając już nowy skład grupa rozpoczęła przygotowywać swój repertuar. Już 23 października Etwas Unders miał okazję zagrać z tak znanymi zespołami jak SkinHate czy Opozycija w kijowskim klubie Shullavka. Właśnie przed tym koncertem przyjęta została ostateczna nazwa grupy. Sam koncert wyszedł całkiem nieźle. Jednak z powodu małej ilości utworów (zagrano takie piosenki jak Dry Kill Logic, przyszłą Smolokurowa Ideja i przyszłą Otruta) wydawał się niedokończony i nieprzekonywujący. Po pewnym czasie drogi grupy i wokalistki rozeszły się. Spowodowane to było rozbieżnością poglądów co do twórczości a także tym, że Tanja miała dużo pracy.
Rozpoczęto poszukiwania nowej dziewczyny, która byłaby nie gorsza od poprzedniej. Tą dziewczyną okazała się Lena, członkini byłej grupy Scream. Została ona zauważona i pozytywnie oceniona podczas koncertu swojej grupy, która w tym czasie jeszcze istniała w budynku kultury Narodowego Technicznego Uniwersytetu Politechnika Kijowska. Jako dziecko Lena była dziewczynką muzykalną. Śpiewała od urodzenia co w rezultacie zaprowadziło ją do szkoły muzycznej a potem do uczelni muzycznej im. Hlijera do klas skrzypiec i wokalu. W tym czasie uczyła się ona też grać na fortepianie, harmonii i wielu innych instrumentach. Ponieważ jednak klasyczna edukacja okazała się nieodpowiednią platformą, poprzez którą można było przekazać światu swoje myśli Lena zaczęła udzielać się najpierw w grupie muzycznej z rodzinnego miasta – w Bazie R, potem w Skrimie a w końcu już w Etwas Unders.
Będąc już w tym składzie Etwas Unders odświeża partie wokalne swoich poprzednich piosenek a także zaczyna przygotowywać nowe piosenki. Przez dwa lata istnienia grupa daje koncerty w prawie każdym mieście obwodowym Ukrainy. Jednym z głównych osiągnięć na festiwalach jest Pierwsza nagroda na Festiwalu Tarasa Bulby a także tytuł „Najlepszej alternatywnej grupy muzycznej Ukrainy za rok 2006”. Ten ostatni tytuł grupa uzyskała na festiwalu The Global Battle Of The Bands. Nagroda ta pozwoliła Etwas Unders wystąpić podczas finału tego festiwalu w Londynie na scenie legendarnego klubu '„Astoria”.

## Etwas Unders dziś
Po zakończeniu okresu, podczas którego zespół dał najwięcej koncertów w swojej historii opuściła go Lena, wokalistka. Nie było to spowodowane żadnymi skandalami czy niedomówieniami. Lena zdecydowała się zmienić kierunek w jakim szła jej twórczość i zrezygnować z tego negatywizmu i agresji jaką częściowo grupa wyrażała w swoich piosenkach. Po całkiem sporej liczbie kastingów do grupy dołączyło dwoje nowych członków: Lora – wokalistka i Lars – klawiszowiec i specjalista od muzyki elektronicznej. Pomysł by do grupy dołączył nowy instrument pojawił się dosyć dawno ale z powodu obciążenia koncertami grafiku grupy nie było czasu by odnowić repertuar. Dzięki okresowi ciszy Etwas Unders miał możliwość nadać nowy sens swojej działalności i na nowo określić się. Na razie grupa uzupełniła swój repertuar nowymi piosenkami i w lecie 2007 roku wróciła do koncertowania. Nagrany zostanie także debiutancki album (wydawnictwo muzyczne).